# Vesioli (Abadzéjskaya, Maikop, Adiguesia)
Vesioli (en ruso: Веселый) es un jútor del raión de Maikop en la república de Adiguesia de Rusia. Está situado en la orilla izquierda del río Bélaya, 14 km al sur de Tulski y 26 km al sur de Maikop, la capital de la república. Tenía 308 habitantes en 2010.
Pertenece al municipio de Abadzéjskaya.